# Большевик (кожевенный завод)
«Большевик» (бел. «Бальшавік») — бывший кожевенный завод, занимавший комплекс исторических зданий конца XIX—XX века в Минске, памятник архитектуры (номер 713Г000063). Сохранившийся комплекс зданий расположен по адресу: Октябрьская улица, номера домов: 19, 23, 23а (25).

## История
Кожевенные мастерские основаны в 1895 году и первоначально принадлежали пяти предпринимателям: Айзику Мордуховичу Рубину, Исааку Шлёма-Менахемовичу Сальмону, Е. Э. Гольдбергу, Дену и Августу Вильгельмовичу Имроту. После Октябрьской революции мастерские прошли реконструкцию и были расширены, а в 1927 году был основан завод «Большевик». Во время Великой Отечественной войны на заводе действовали подпольщики (на здании завода в 1967 году им установлена мемориальная доска). Завод был головным предприятием Минского производственного кожевенного объединения «Большевик», специализировался на выделке кожи для обуви и галантерейных изделий. В 1988 году основное производство было перенесено в Гатово. В бывших зданиях завода размещаются кафе и офисы. Стены некоторых корпусов советской постройки расписаны уличными художниками.

## Архитектура
Разновременные корпуса завода составляют единый ансамбль. Основное двухэтажное кирпичное здание, стоящее вдоль улицы — с лучковыми оконными проёмами. Фасад расчленён широкими лопатками между ними, а венчает его ступенчатая аттиковая стенка. К этому зданию примыкают другие корпуса.